# Шуджа ад-Даула
Шуджа ад-Даула Хайдар (урду شجاع الدولہ‎, хинди शुजा उद दौला, 19 января 1732 Дели — 1775) — 3-й наваб Ауда в 1754—1775 годах.

## Биография
В 1754 году становится навабом Ауда. В 1761 году Шудже ад-Дауле пожалован титул визиря Могольской империи. Вскоре после этого становится практически независимым властителем Ауда. В 1764 году выступает в поход против англичан в Бенгалии, совместно с Великим Моголом Шах Аламом II и бенгальским навабом Мир Касимом. Однако в битве при Буксаре войско союзников было разгромлено английскими отрядами.
К концу жизни Шуджа ад-Даула попадает в политическую и финансовую зависимость от британской Ост-Индской компании. В 1773 году наваб Ауда покупает у Уоррена Гастингса округа Кора и Аллахабад, а в 1774 получает от него за крупную сумму английский отряд для покорения земель рохиллов.
После смерти Шуджи ад-Даулы Гастингс в 1782 году для погашения долга Ауда захватил имущество покойного наваба, оставленное им своему гарему (дело «Бегумы Ауда»).